# Maskarenerna

Lägeskarta

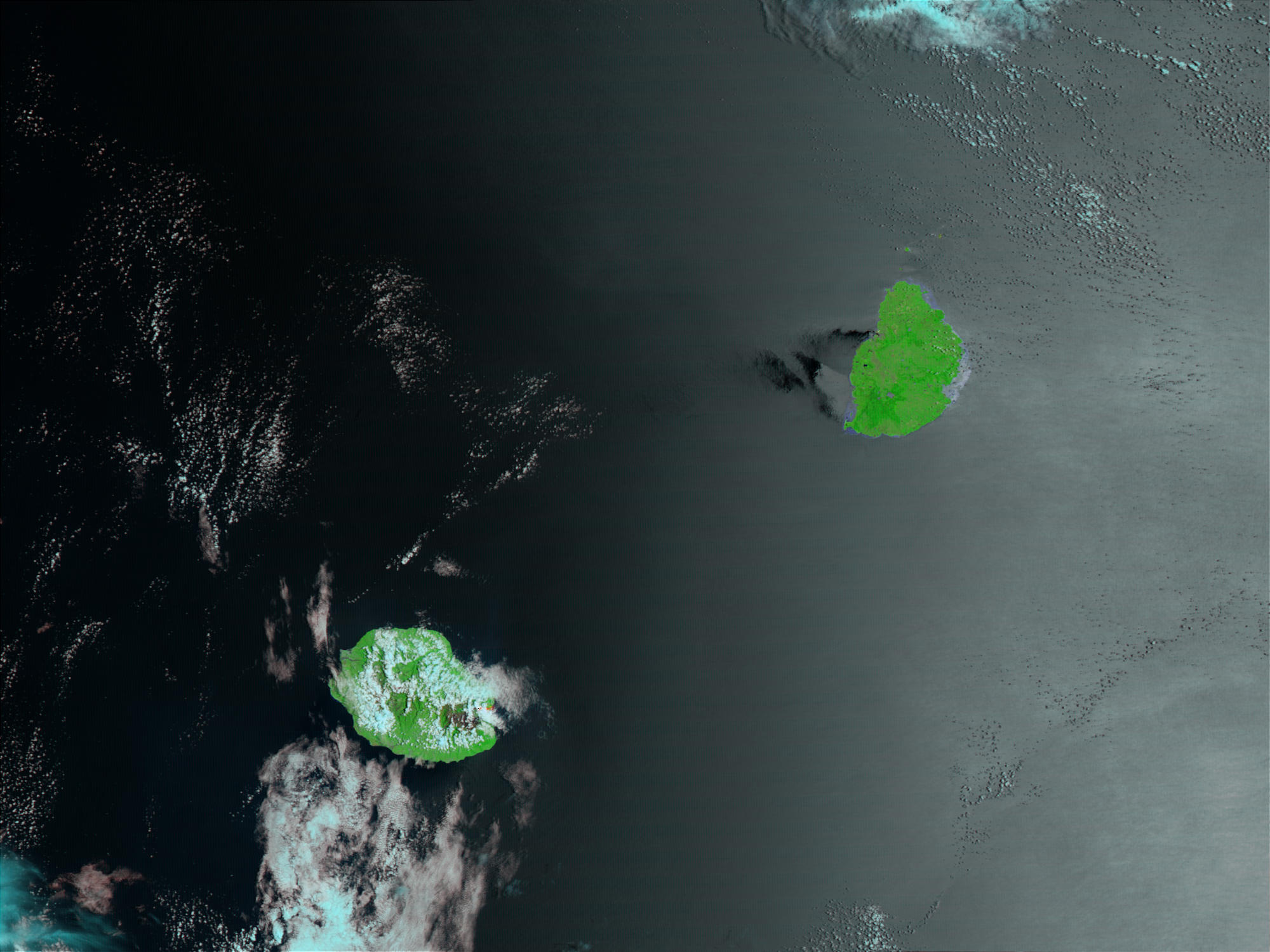
Réunion till vänster och Mauritius till höger

Maskarenerna (franska: Îles Mascaraignes) är en afrikansk ögrupp i Indiska oceanen öster om Madagaskar. Ögruppen består av tre öar: Mauritius, Réunion och Rodrigues. Mauritius är en självständig stat, Réunion är ett franskt departement och Rodrigues tillhör Mauritius.
Ögruppen har fått sitt namn efter den portugisiske upptäcktsresanden Pedro de Mascarenhas (1483–1555), som 1505 upptäckte Réunion.
Alla tre öarna är del av den Maskarenska ryggen, en vulkanisk havsrygg som från öarna löper i väst-östlig riktning. Den ansluter i norr till Maskarenska platån, som norröver mot Seychellerna har granitisk sammansättning. Maskarenska platån är världshavens näst största isolerade kontinentalsockel, efter Kerguelenplatån.